# Rolf Aldag
Rolf Aldag (Beckum, Rin del Nord-Westfàlia, 25 d'agost de 1968) és un ciclista alemany, que fou professional entre 1991 i 2005, majoritàriament a les files del Team Telekom. En el seu palmarès destaquen el Campionat d'Alemanya en ruta del 2000 i la Volta a Baviera del 1999.
En retirar-se passà a exercir de director esportiu del T-Mobile Team.
El maig de 2007 va admetre haver-se dopat amb EPO entre 1994 i 1996.

## Palmarès
- 1989
  - Vencedor d'una etapa de la Ruta del Sud
- 1990
  - Vencedor d'una etapa de la Ruta del Sud
  - Vencedor d'una etapa del Tour de Valclusa
  - Vencedor de 2 etapes de la Volta a Cuba
- 1991
  - 1r a la Schynberg Rundfahrt
  - Vencedor d'una etapa de la Volta a la Gran Bretanya
  - Vencedor d'una etapa del Tour DuPont
  - 1r als Sis dies de Dortmund (amb Danny Clark)
- 1992
  - Vencedor d'una etapa del Tour DuPont
- 1993
  - Vencedor d'una etapa del Tour de Romandia
- 1994
  - 1r a la Hofbrau Cup i vencedor d'una etapa
- 1995
  - Vencedor d'una etapa del Tour del Llemosí
  - 1r als Sis dies de Dortmund (amb Danny Clark)
- 1996
  - Vencedor d'una etapa del Tour del Llemosí
  - 1r als Sis dies de Dortmund (amb Erik Zabel)
- 1997
  - Vencedor d'una etapa de la Volta a Suïssa
  - Vencedor d'una etapa del Gran Premi Tell
- 1998
  - 1r als Sis dies de Dortmund (amb Silvio Martinello)
- 1999
  - 1r a la Volta a Baviera
  - Vencedor d'una etapa de la Volta a Alemanya
- 2000
  -  Campió d'Alemanya en ruta
  - 1r als Sis dies de Dortmund (amb Erik Zabel)
- 2001
  - Vencedor d'una etapa de la Volta a Alemanya
  - 1r als Sis dies de Dortmund (amb Erik Zabel)
  - 1r als Sis dies de Berlín (amb Silvio Martinello)
- 2002
  - Vencedor d'una etapa de la Volta a Baviera
  - 1r als Sis dies de Berlín (amb Silvio Martinello)
- 2003
  - 1r a la Sparkassen Giro Bochum
- 2004
  - Vencedor d'una etapa de la Volta a Renània-Palatinat
  - 1r als Sis dies de Dortmund (amb Scott McGrory)
- 2005
  - 1r als Sis dies de Dortmund (amb Erik Zabel)

### Resultats al Tour de França
- 1992. Abandona (8a etapa)
- 1993. 56è de la classificació general
- 1994. 38è de la classificació general
- 1995. 58è de la classificació general
- 1996. 83è de la classificació general
- 1997. 51è de la classificació general
- 1998. 43è de la classificació general
- 2002. 92è de la classificació general
- 2003. 94è de la classificació general
- 2004. 69è de la classificació general

### Resultats a la Volta a Espanya
- 1995. No surt (11a etapa)
- 1999. 38è de la classificació general
- 2000. 52è de la classificació general
- 2001. 59è de la classificació general
- 2002. 82è de la classificació general
- 2005. 44è de la classificació general

### Resultats al Giro d'Itàlia
- 1993. 70è de la classificació general